# Unione Sportiva Pontedera 1983-1984
Questa voce raccoglie le informazioni riguardanti l'Unione Sportiva Pontedera nelle competizioni ufficiali della stagione 1983-1984.

## Rosa
| N. |                   | Ruolo | Calciatore          |
| -- | ----------------- | ----- | ------------------- |
|    | Italia (bandiera) | D     | Irmo Antonioli      |
|    | Italia (bandiera) |       | Bernardini          |
|    | Italia (bandiera) | A     | Giuseppe Brandolini |
|    | Italia (bandiera) | C     | Gaudenzio Colla     |
|    | Italia (bandiera) |       | Domenichini         |
|    | Italia (bandiera) | A     | Francesco D'Urso    |
|    | Italia (bandiera) | D     | Giuseppe Fargione   |
|    | Italia (bandiera) | C     | Massimo Gargani     |
|    | Italia (bandiera) | P     | Claudio Garzelli    |
|    | Italia (bandiera) | D     | Giuseppe Giani      |
|    | Italia (bandiera) | A     | Marco Masoni        |

| N. |                   | Ruolo | Calciatore        |
| -- | ----------------- | ----- | ----------------- |
|    | Italia (bandiera) | D     | Andrea Mattolini  |
|    | Italia (bandiera) | A     | Paolo Montagnani  |
|    | Italia (bandiera) | D     | David Nannipieri  |
|    | Italia (bandiera) | D     | Giulio Pelati     |
|    | Italia (bandiera) |       | Pileddu           |
|    | Italia (bandiera) | C     | Pier Giorgio Pini |
|    | Italia (bandiera) | A     | Daniele Rispoli   |
|    | Italia (bandiera) | P     | Patrizio Tanagli  |
|    | Italia (bandiera) | D     | Simone Tinucci    |
|    | Italia (bandiera) | C     | Luciano Vescovi   |